# Tonstörung
Tonstörung war eine deutsche Rechtsrock-Band, die 1989 in der Umgebung von Mannheim gegründet wurde. Die Mitglieder der Gruppe standen wegen Volksverhetzung vor Gericht.

## Bandgeschichte
Die Band wurde 1989 um den Frontmann Thomas Muncke gegründet. Das erste Demo Schöne Welt erschien 1990, das gleichnamige Debütalbum folgte 1991 als erste Veröffentlichung des Labels Walzwerk Records der Gebrüder Walz von der Band Boots & Braces.
Die fünf Mitglieder der Band standen 1993 im Alter von 18 bis 21 Jahren wegen Volksverhetzung, Gewaltdarstellung und der öffentlichen Aufforderung zu Straftaten vor Gericht. Ursächlich war vor allem das Lied Blut muss fließen, das auf dem sogenannten Heckerlied basiert, das von der SA später umgedichtet wurde zu „Wetz dir deine Messer auf dem Bürgersteig, lass die Messer flutschen in den Judenleib!“ und „Blut muss fließen, knüppelhageldick / und wir scheißen auf die Freiheit dieser Judenrepublik.“ Das Lied war später Namensgeber für den gleichnamigen Film von Undercoverjournalist Thomas Kuban und ist auch noch heute in der Rechtsrock-Szene weit verbreitet. Sie spielten es am 28. Februar 1992 als Zugabe zu einem Konzert. Anschließend stürmte ein Mob aus etwa 120 Neonazis eine türkische Hochzeit und lieferte sich eine Straßenschlacht mit der eintreffenden Polizei. Mehrere Schwerverletzte blieben zurück. Auch weitere Songs, wie Deutschland erwache und Der Helden Fanfare, griffen nationalsozialistische Parolen auf.
Während des Prozesses distanzierten sich die Mitglieder vom Nationalsozialismus. Muncke wurde, da er aus gutsituierten Verhältnissen stammte und eine gute Sozialprognose hatte, lediglich zu einer Freiheitsstrafe von einem Jahr und neun Monaten auf Bewährung verurteilt, ebenso wie ein weiterer Bandkollege. Die Band wurde anschließend zwangsaufgelöst. 1996 und 1997 erschienen jedoch weitere Alben der Band. Alle wurden von der Bundesprüfstelle für jugendgefährdende Schriften indiziert, insbesondere ein Livealbum mit der Band Werwolf, das 1997 über NS-Records erschien, sowie diverse nicht legitimierte Veröffentlichungen auf ausländischen Labels.

## Diskografie

### Alben
- 1991: Schöne Welt (Walzwerk Records, indiziert und beschlagnahmt[7][8][9])
- 1996: Live (Split-Album mit Werwolf, NS-Records, indiziert)
- 1997: Helden für Deutschland (Wikinger Tonträgerversand, indiziert[9])
- 1997: Der Kampf geht weiter (unbekannt, indiziert[10][9])

### Singles
- 1992: Gib niemals auf (12″, ESV Records)

### Demos
- 1990: Schöne Welt Demo I
- 1991: Demo 2 (indiziert)
- 1992: Deutsche Musik 1992 (indiziert[11][9])